# Mount Novak
Mount Novak är ett berg i Antarktis. Det ligger i Östantarktis. Nya Zeeland gör anspråk på området. Toppen på Mount Novak är 1 400 meter över havet, eller 149 meter över den omgivande terrängen. Bredden vid basen är 3,9 km.
Terrängen runt Mount Novak är bergig åt sydost, men åt nordväst är den kuperad. Trakten är obefolkad. Det finns inga samhällen i närheten.